# Newton Game Dynamics
Newton Game Dynamics est un moteur physique open-source, dont le but est de simuler de manière réaliste les comportements physiques dans des jeux ou d'autres applications temps réel. Il est exclusivement maintenu par Julio Jerez.
Contrairement à la majorité des moteurs physique temps réel, le moteur Newton Game Dynamics privilégie la stabilité et la précision à la vitesse, puisque son résolveur ne s'appuie pas sur les méthodes traditionnelles itératives et simplificatrices. Il peut ainsi gérer des rapports de masse plus importants (supérieur à 400:1) avec des comportements très réalistes. La contrepartie réside dans le temps de calcul, un peu plus lent que les autres moteurs à méthode itératives.
Newton Game Dynamics est utilisé dans de nombreux projets non-commerciaux, commerciaux et pour des projets scolaires. La licence d'utilisation permet aux développeurs de l'intégrer gratuitement à leur moteur pour des projets personnels ou commerciaux à partir du moment où un logo du moteur est distribué.

## Caractéristiques
- API en C
- Disponible pour Microsoft Windows ; Apple Mac OS X, iPhone, iPod Touch ; et Linux.
- Nombreuses primitives de collisions
- Enveloppes convexes pour les objets 3D complexes
- Mode collision continue qui permet de gérer les objets se déplaçant à très grande vitesse
- Un système de contrainte par joints (permettant de relier plusieurs objets)
- Gère les ragdolls et les véhicules
- Possibilité de l'utiliser comme un simple moteur de collision

## Jeux intégrant le moteur
- Série Penumbra de Frictional Games
- Amnesia: The Dark Descent de Frictional Games
- Nicktoons Winners Cup Racing
- theBall de b4n92uid[1]
- et d'autres[2]...